# Omurtag (ciudad)
Omurtag (en búlgaro: Омуртаг) es una ciudad de Bulgaria en la provincia de Targovishte.

## Geografía
Se encuentra a una altitud de 523 m s. n. m. a 297 km de la capital nacional, Sofía.

## Demografía
Según estimación 2013 contaba con una población de 9 322 habitantes.
|         | 2004  | 2005  | 2006  | 2007  | 2008  | 2009  | 2010  | 2011  | 2012  |
| Mujeres | 4 695 | 4 623 | 4 677 | 4 660 | 4 658 | 4 589 | 4 531 | 4 029 | 4 040 |
| Varones | 4 301 | 4 244 | 4 291 | 4 242 | 4 224 | 4 136 | 4 081 | 3 599 | 3 599 |
| Total   | 8 996 | 8 867 | 8 968 | 8 902 | 8 882 | 8 725 | 8 612 | 7 628 | 7639  |